# Šarani (Bośnia i Hercegowina)
Šarani (cyr. Шарани) – wieś w Bośni i Hercegowinie, w Republice Serbskiej, w mieście Trebinje. W 2013 roku liczyła 1 mieszkańca.